# Ausgerechnet Afrika
Ausgerechnet Afrika ist eine deutsche Filmkomödie aus dem Jahr 2010. Regie führte Axel Barth. Der Film wurde am 7. Juni 2010 bei RTL gezeigt.

## Handlung
Da Anne Winter wegen Forschungen nach Afrika gezogen ist, will ihr Mann, der Hamburger Arzt Martin Winter seine Frau in die Heimat zurückholen. Doch Anne hat in der Savanne ihre Heimat gefunden. Er versucht sie zu überreden, nach Deutschland zu kommen. Währenddessen wird Martin von den Tücken des Alltags in Afrika in Kenntnis gesetzt.
Anne Winter und ihr Liebhaber Lars sterben jedoch beide an den Folgen eines Flugzeugabsturzes. Martin Winter entschließt sich jedoch trotzdem bei seiner neuen Liebe Sarah in Afrika zu bleiben dem Verlust seiner Frau zum Trotze.

## Kritiken
„Schlampig gemachter Serienpilot.“

„Das ist sicherlich kein besonders ausgeklügelter Plot, aber die Schauspieler können schauspielen, die Dialoge sind teils intelligent, teils witzig, und außerdem kennt sich der Autor Jens-Frederik Otto zumindest auf dem Kontinent aus. (…) Aber, und das ist das Überraschende: Der Film hat nicht nur grandiose Landschafts- und Tieraufnahmen, er ist auch unterhaltsam und spannend.“